# 135 (číslo)
Sto třicet pět je přirozené číslo. Následuje po číslu sto třicet čtyři a předchází číslu sto třicet šest. Řadová číslovka je stý třicátý pátý nebo stopětatřicátý. Římskými číslicemi se zapisuje CXXXV.

## Matematika
Sto třicet pět je
- deficientní číslo
- nešťastné číslo
- příznivé číslo

- v desítkové soustavě lze toto číslo vyjádřit výpočty s čísly vyjádřenými jeho číslicemi nejméně dvěma způsoby: {\displaystyle 135=(1+3+5)(1\times 3\times 5)} (součin ciferného součtu a součinu, tuto vlastnost mají také čísla 1 a 144) a {\displaystyle 135=1^{1}+3^{2}+5^{3}} (součet mocnin jeho číslic s po sobě jdoucími exponenty, tuto vlastnost mají také čísla 175, 518 a 598).

- mezi čísly 1000 a 2000 je 135 prvočísel.

## Chemie
- 135 je nukleonové číslo třetího nejméně běžného izotopu barya.[1]

## Kosmonautika
Mise STS-135 byla poslední mise raketoplánu v programu Space Shuttle a poslední let raketoplánu Atlantis. Při této misi letěli pouze čtyři astronauti (méně bylo jen při prvních šesti misích raketoplánu). V případě nouze u stanice ISS by je zachránila kosmická loď Sojuz. NASA vybrala astronauty, jimž prostředí Sojuzu fyziologicky vyhovovalo. Hlavním úkolem mise bylo na stanici ISS dopravit víceúčelový logistický modul MPLM Raffaello a vyložit z něj zásoby a vybavení pro dlouhodobý provoz stanice. Během mise byl na palubu ISS dopraven i americký robot nazvaný Robonaut 2 pro testování ve stavu beztíže.

## Doprava
- Silnice II/135 je česká silnice II. třídy vedoucí na trase Dražíč – Bechyně – Sudoměřice u Bechyně – Soběslav – Tučapy – Mnich[4]

## Roky
- 135
- 135 př. n. l.